# Eccoptomera spinosa
Eccoptomera spinosa är en tvåvingeart som först beskrevs av Garrett 1924.  Eccoptomera spinosa ingår i släktet Eccoptomera och familjen myllflugor.
Artens utbredningsområde är Washington. Inga underarter finns listade i Catalogue of Life.